# 37 mm kanón P.Ú.V. vz. 34
A 37 mm kanón P.Ú.V vz. 34 egy csehszlovák gyártmányú páncéltörő löveg volt, melyet a Škoda Works gyártott. A fegyver gyári jelölése az A3. Bohémia és Morvaország elfoglalása után a németek zsákmányoltak ugyan a lövegből, de arról nincs információ, hogy be is vetették-e őket. Mikor 1939 márciusában Szlovákia kikiáltotta függetlenségét, a vz. 34-es páncéltörő lövegből 113 darabot kaptak. A fegyver LT vz. 35 típusú harckocsiba épített változata az ÚV vz. 34 löveg volt, ez a Wehrmacht hadrendjében 3,7 cm KwK 35(t) jelölés alatt került rendszeresítésre.
A páncéltörő löveget a csehszlovák hadsereg 1934-es kérelmére tervezték, miszerint 30 milliméternyi páncéllemez átütésére kellett képesnek lennie 1000 méteres távolságból. Az ágyúval nagy robbanóerejű lövedékeket is kilőhettek, maximum 4000 méteres lőtávolságig. A löveget egy kisméretű lövegpajzzsal és faküllős kerekekkel készítették, habár néhányat elláttak gumiabroncsos kerekekkel is. Lövegtalpszárai szétterpeszthetőek.
Az ÚV vz. 34 harckocsilöveg egy 0,815 kilogrammos páncéltörő lövedéket lőhetett ki, amely 690 m/s sebességgel hagyta el a csőszájat. 100 méteres távolságból 30°-os becsapódási szög esetén 37 milliméteres, 500 méteres távolságból 31 milliméteres, 1000 méteres távolságból 26 milliméteres, 1500 méteres távolságból pedig 22 milliméteres páncéllemezen hatolt át a lövedék. Ezt a löveget a T–32 (S–I–D) páncélvadászba, illetve az LT vz. 34 és LT vz. 35 könnyű harckocsikba építették be a csehek.

## Fordítás
- Ez a szócikk részben vagy egészben  a(z)   3.7 cm kanon PÚV vz. 34 című angol Wikipédia-szócikk ezen változatának fordításán alapul.  Az eredeti cikk szerkesztőit annak laptörténete sorolja fel. Ez a jelzés csupán a megfogalmazás eredetét és a szerzői jogokat jelzi, nem szolgál a cikkben szereplő információk forrásmegjelöléseként.